# با یا بدون تو (فیلم ۱۹۹۹)
با یا بدون تو (انگلیسی: With or Without You) فیلمی بریتانیایی در سبک درام عاشقانه به کارگردانی مایکل وینترباتم است.